# Gesztely
Gesztely este un sat în districtul Miskolc, județul Borsod-Abaúj-Zemplén, Ungaria, având o populație de 2.809 locuitori (2011). 

## Demografie
Componența etnică a satului Gesztely
     Maghiari (86,43%)
     Romi (13,14%)
     Necunoscut (0,18%)
     Alții (0,25%)
Componența confesională a satului Gesztely
     Romano-catolici (42,01%)
     Reformați (23,96%)
     Fără religie (8,4%)
     Greco-catolici (2,53%)
     Necunoscută (22,36%)
     Alte religii (1,07%)
Conform recensământului din 2011, satul Gesztely avea 2.809 locuitori. Din punct de vedere etnic, majoritatea locuitorilor (86,43%) erau maghiari, cu o minoritate de romi (13,14%). Apartenența etnică nu este cunoscută în cazul a 0,18% din locuitori. Nu există o religie majoritară, locuitorii fiind romano-catolici (42,01%), reformați (23,96%), persoane fără religie (8,4%) și greco-catolici (2,53%). Pentru 22,36% din locuitori nu este cunoscută apartenența confesională.